# Summit (Arkansas)
Summit est une ville située dans l’État américain de l'Arkansas, dans le comté de Marion.